# Olexandra Goretska
Olexandra Goretska (19 de agosto de 2008) es una deportista ucraniana que compite en natación sincronizada. Ganó una medalla de plata en el Campeonato Mundial de Natación de 2024 y dos medallas de plata en el Campeonato Europeo de Natación Artística de 2025.

## Palmarés internacional
| Campeonato Mundial | Campeonato Mundial | Campeonato Mundial | Campeonato Mundial |
| Año                | Lugar              | Medalla            | Prueba             |
| ------------------ | ------------------ | ------------------ | ------------------ |
| 2024               | Doha (Catar)       | Medalla de plata   | Rutina acrobática  |
| Campeonato Europeo |                    |                    |                    |
| Año                | Lugar              | Medalla            | Prueba             |
| 2025               | Funchal (Portugal) | Medalla de plata   | Equipo técnico     |
| 2025               | Funchal (Portugal) | Medalla de plata   | Rutina acrobática  |